# 1950-ті в музиці
Початок 1950-х років вважають початком ери електронної музики. 1951 року вперше з'являється термін Електронна музика (Elektronische Musik) в декларації групи музикантів, що працювали в Кельнській студії RTF. В наступні роки протягом десятиліття організовуються студії електронної музики у Кельні, Варшаві та інших містах. В електронній музиці експериментують композитори К. Штокхаузен, Л. Беріо, Я.Ксенакіс, П.Булез та інші. 1957 року радянським інженером Є. В. Мурзіним був сконструйований фотооптичний синтезатор АНС, що пізніше викликав до життя шедеври російської електронної музики.
Середина 1950-х років ознаменувались появою рок-н-ролу.
У СРСР початок 1950-х ознаменувався появою жанру авторської пісні, спершу в студентському середовищі, зокрема, на біологічному факультеті МДУ (найвідоміші автори — Г. Шангін-Березовський, Д. Сухарєв, Л. Розанова) і в Педагогічному інституті ім. Леніна (Юрій Візбор, Юлій Кім, Ада Якушева). Широкої популярності авторська пісня набуває в середині 1950-х, з появою магнітофонів. В цей час почали складати пісні Булат Окуджава і Новелла Матвєєва.
В європейській академічній музиці початок 1950-х роки — розквіт серіалізму, що знайшов своє найяскравіше втілення в творчості композиторів Дармштадтської школи в 50-их роках (П.Булез, К.Штокхаузен, Л. Ноно). У другій половині 1950-х років серіалізм поступається алеаториці, найцікавіші твори цього напрямку належать Вітольдові Лютославському, що розробив у 1957 році техніку «обмеженої і контрольованої алеаторіки».

## 1950

### Події
- Розквіт Чикаго-блюзу в США
- Какао Лопес популярізує у США музику мамбо

### Твори
- Олів'є Мессіан — чотири ритмічних етюди
- Андрій Малишко та Платон Майборода — Київський вальс

## 1951

### Події
- Вперше з'являється термін Електронна музика (Elektronische Musik) в декларації групи музикантів, що працювали в Кельнській студії RTF
- Пісню Rocket 88 записане у виконанні Айка Тернера вважають піонером напрямку рок-н-рол

### Народились
- Стінг

### Твори
- Дмитро Шостакович — 24 прелюдії і фуги

### Померли
- Арнольд Шенберг, австрійський композитор

## 1952

### Події
- Сконструйовані перші електрогітари «Gibson Les Paul»
- Поява напрямку хард-боп в США

### Твори
- Сергій Прокоф'єв — 7-ма симфонія та симфонія-концерт для віолончелі з оркестром
- Джон Кейдж — 4'33"

Народились:
- Брюс Габбард, американський оперний баритон.
- Тіа Блейк, американська співачка, авторка пісень і письменниця.

## 1953

### Події
- Перші записи Елвіса Преслі

Народились:
- Володимир Зубицький, український композитор
- Анн Ліннет, данська співачка, музикант, композитор

### Твори
- Борис Лятошинський — 3-я симфонія

### Померли
- Сергій Прокоф'єв
- Вірджиліо Лаццарі — італійський оперний співак

## 1954
Народились:
- Лу Перлман —американський музичний менеджер, створив гурт «Backstreet Boys».

### Твори
- Вітольд Лютославський — концерт для оркестру
- Дьордь Лігеті — 1-й струнний квартет
- Бенджамін Бріттен — опера «Поворот гвинта»
- Яніс Ксенакіс — Metastasis для оркестру

## 1955

### Події
- «Bill Haley and his Comets» записали «Rock Around the Clock», що ознаменувала народження рок-н-ролу
- «The Chordettes» та «The Chantels» стають першими «жіночими гуртами»

### Твори
- Борис Лятошинський — симфонічна балада «Гражина»

### Померли
- Чарлі Паркер, американський джазовий саксофоніст і композитор
- Дунаєвський Ісаак Осипович, радянський композитор

## 1956

### Події
- Казімєж Сєроцкі та Тадеуш Берд організовують перший фестиваль «Варшавська осінь» у Польщі
- Перший конкурс Євробачення пройшов в Лугано (Швейцарія)

### Твори
- Дмитро Шостакович — струнний квартет № 6

### Померли
- Глієр Рейнгольд Моріцевич, радянський композитор

## 1957

### Народились
- Марк Досс — американський оперний співак

### Події
- Радянським інженером Є. В. Мурзіним був сконструйований фотооптичний синтезатор АНС.
- П'єр Булез пише відомий теоретичний трактат про алеаторику в музиці.

### Твори
- Ігор Стравінський — балет «Агон»
- Дмитро Шостакович — 11-а симфонія

## 1958

### Народились
- Майкл Джексон — американський співак

### Твори
- Чак Беррі — Johnny B. Goode
- Олів'є Мессіан — «Каталог птахів»
- Яніс Ксенакіс — Diamorphoses та Concret PH
- Вітольд Лютославський — Muzyka żałobna

## 1959

### Твори
- Дьордь Лігеті — Apparitions для оркестру

### Померли
- Ванда Ландовська, клавесиністка
- Біллі Холідей, джазова вокалістка
- Лестер Янг, джазовий саксофоніст